# جينار
جينار أو Qunar.com (بالصينية: 去哪儿)(بالبينيين: Qù nǎ ér) هي وكالة سفر صينية عبر الإنترنت يقع مقرها الرئيسي في بكين. المعنى الحرفي لاسم الشركة في اللغة الصينية يعني «إلى أين نذهب».

## التاريخ
أنشئ الموقع في مايو 2005. استحوذت شركة بايدو في عام 2011 على حصة الاغلبية في الشركة مقابل 306 مليون دولار. أُدرجت الشركة أسهمها في بورصة نازداك في نوفمبر 2013.
باعت بايدو حصتها في أكتوبر 2015 في الشركة إلى مجموعة Trip.com (المعروفة سابقًا باسم Ctrip) مقابل حصة في مجموعة Trip.com. استحوذت شركة اوشن مانجمنت هولدينغ المحدودة على الموقع في فبراير 2017 ، وخضع للخصخصة عن طريق إلغاء الإدراج في بورصة ناسداك.

## خدمة العملاء خلال جائحة كورونا
وصلت اعداد الشكاوى إلى أعلى مستوى لها خلال تفشي فيروس كورونا في الصين، عندما أصدرت إدارة الطيران المدني في الصين بيانًا على موقعها على الإنترنت في 21 يناير 2020 ، تطلب من شركات الطيران ووكالات السفر التعامل مع طلبات الغاء حجوزات السفر مجانا. للمسافرين الذين اشتروا بالفعل تذاكر طيران من وإلى ووهان، هوبي ويرغبون في إلغاء رحلتهم. بعد تفشي المرض، ألغت العديد من شركات الطيران المحلية وشركات الطيران الدولية رحلاتها من وإلى الصين، اضافه للرحلات الداخلية.
منذ 21 كانون الثاني (يناير)، ارتفع عدد مكالمات العملاء إلى جينار وبلغت أعلى ذروة ما يقرب من 25 ضعف قدرة المعالجة في اليوم العادي. في الآونة الأخيرة، اشتكى العملاء موقع جينار بشكل متكرر من عدم استلام المبلغ المسترد لأكثر من 40 يومًا. ومنذ 4 أبريل 2020، بلغ إجمالي عدد الشكاوى 28713 على موقع بلاك كات، وهو موقع إلكتروني تابع لشركة سينا يقدم خدمة تقديم الشكاوى للعملاء، وما زال هناك 9650 حالة شكوى لم تحل. تركز معظم الشكاوى من العملاء ضد موقع جينار كونه لا يتبع سياسة شركات الطيران ويرفض ارجاع المبالغ أو تغيير تذاكر الطائرة. أفاد بعض العملاء أنه تم رفض طلب استرداد مبلغ التذكرة دون إبداء سبب، وأفاد آخرون أنه حتى في حالة الموافقة على منح استرداد المبلغ، فلا يمكن لجينار ضمان وصول المبلغ المسترد إلى حسابات العملاء المصرفية.